# Нижняя Синячиха
Ни́жняя Синячи́ха — село в Алапаевском районе Свердловской области России. Входит в муниципальное образование Алапаевское. Село известно благодаря находящемуся на его территории музею русского деревянного зодчества под открытым небом.

## Население
| 2002 | 2010 |
| ---- | ---- |
| 654  | ↘595 |

## География
Нижняя Синячиха расположена к северо-востоку от Екатеринбурга и Нижнего Тагила и в 12 километрах на север от города Алапаевска (по автодороге в 13 километрах), преимущественно на правом берегу реки Синячихи, в 1 километре выше её устья. По берегам реки в пределах села есть несколько скальных выходов, на одной из скал находится православная часовня Александра Невского.

## История
Село Нижняя Синячиха было основано в 1680 году на некотором отдалении от Сибирского тракта (Кунгур — Екатеринбург — Тюмень) и Бабиновской дороги (Соликамск — Верхотурье — Туринск), связывавших европейскую часть России и Сибирь. В память о Сибирском тракте сейчас на музейном участке дороги установлены верстовые столбы и сторожевая будка.
В 1726 году около устья Синячихи был основан Синячихинский железоделательный завод, переименованный в Нижнесинячихинский в 1769 году после запуска Верхнесинячихинского.

## Инфраструктура
В селе расположен музейный комплекс под открытым небом Нижне-Синячихинский музей-заповедник деревянного зодчества и народного искусства имени И. Д. Самойлова, в составе которого находятся одна православная церковь, пять православных часовен, несколько крестьянских домов-музеев и старинных технических сооружений.
В селе работают клуб (дом культуры), средняя школа, детский сад, детский центр «Факел», участковая больница, почтовое отделение и несколько магазинов.

### Промышленность
- ЗАО «Росметимпекс»,
- ППО «Алапаевскагропромхимия»,
- ООО «Агровтормет».

### Транспорт
Поскольку село является популярно среди туристистов, добраться до него можно на туристических автобусах из большинства городов Свердловской области. Также ходит рейсовый автобус из города Алапаевска.

## Достопримечательности
В селе находится уникальный музей под открытым небом Нижне-Синячихинский музей-заповедник деревянного зодчества и народного искусства, создававшийся с начала 1980-х годов усилиями И. Д. Самойлова. В музее представлены различные стили традиционной русской архитектуры со всего Урала, среди которых деревянные избы, церкви, башни острогов и мельницы.

### Спасо-Преображенский храм
В 1794 году в Нижней Синячихе началось строительство Спасо-Преображенского храма, который освятили в 1823 году. С конца 1960-х годов, после долгих лет запустения, благодаря усилиям И. Д. Самойлова, началась реставрация святыни. После завершения реконструкции на втором этаже здания был организован музей уральской народной живописи, которую отличают оригинальные мотивы и монументальность. На Среднем Урале расписывались не только мелкие предметы, но целые интерьеры домов. В начале 1980-х годов рядом со Спасо-Преображенским храмом силами И. Д. Самойлова началось создание музея деревянного зодчества.

## Галерея

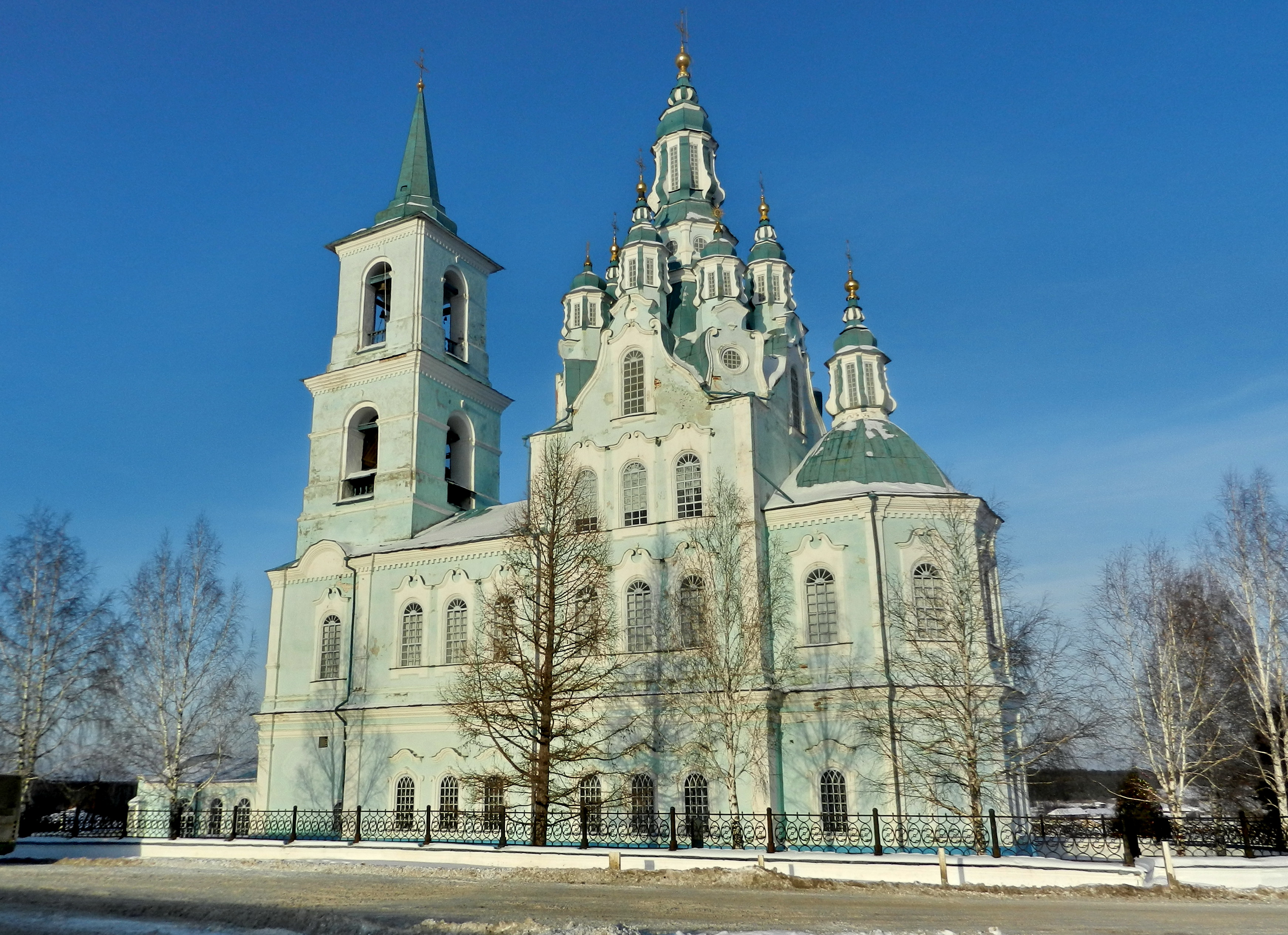
Спасо-Преображенский храм
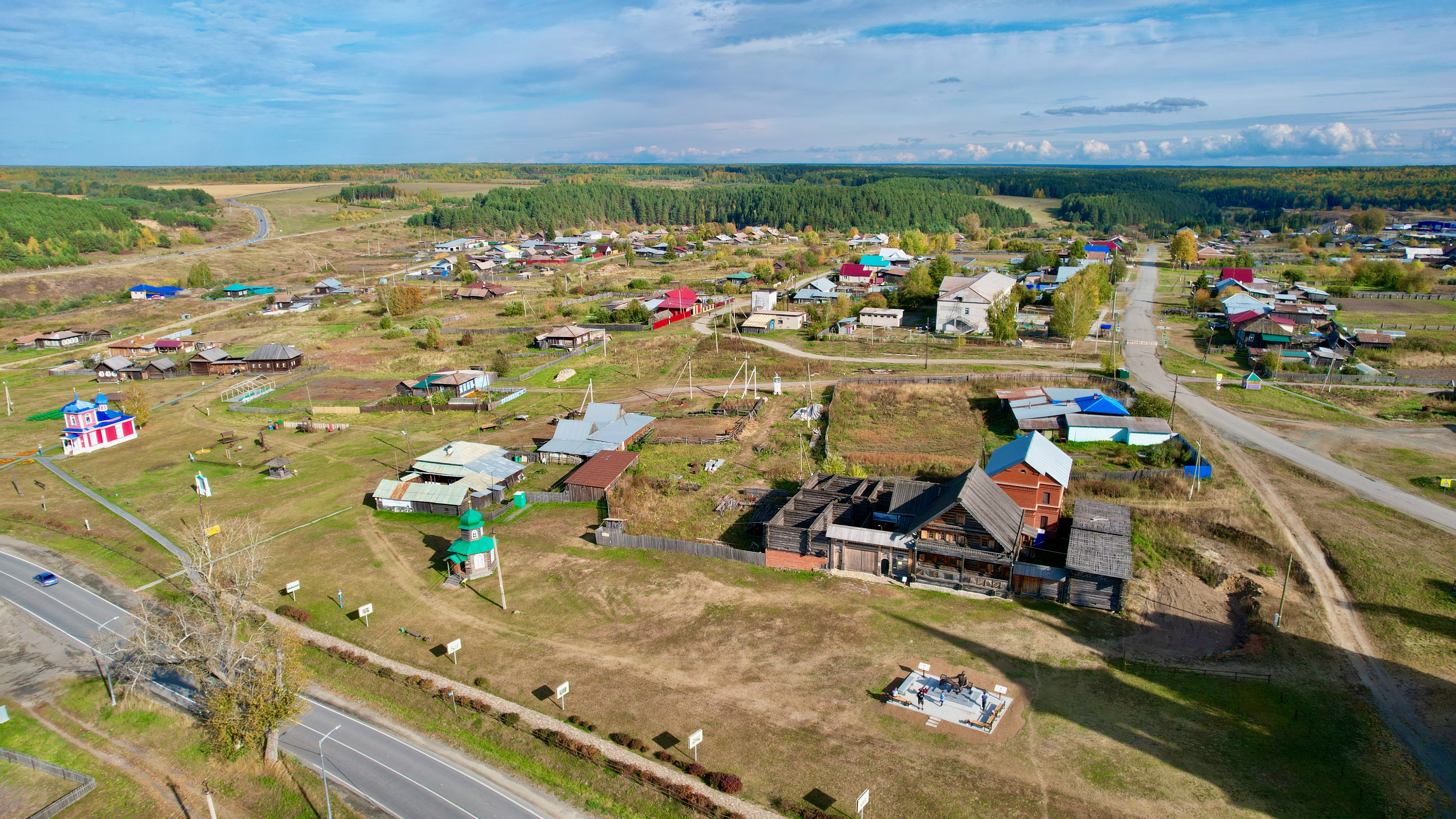
Музей деревянного зодчества
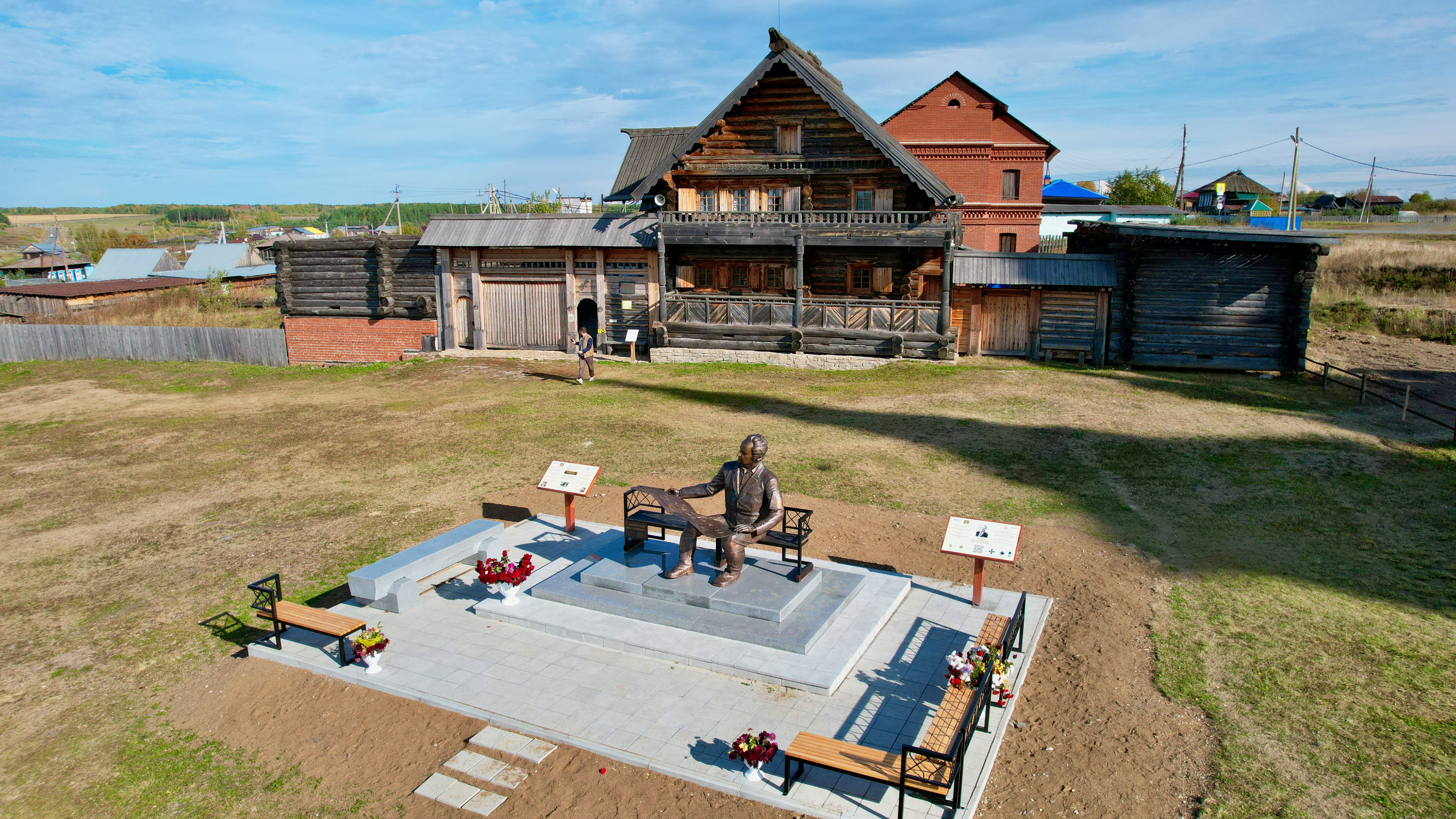
Памятник И. Д. Самойлову на территории музея
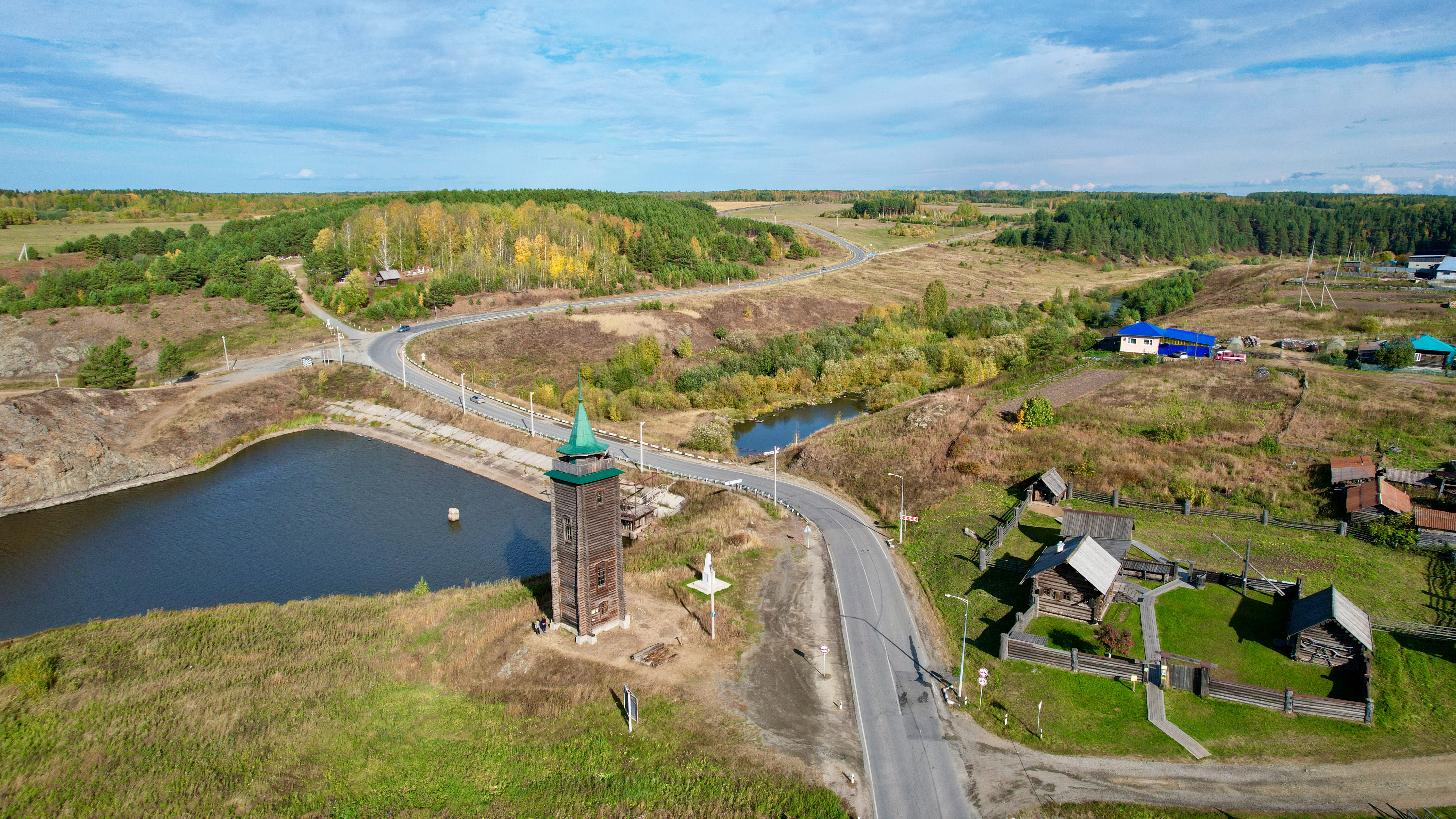
Плотина на Синячихе
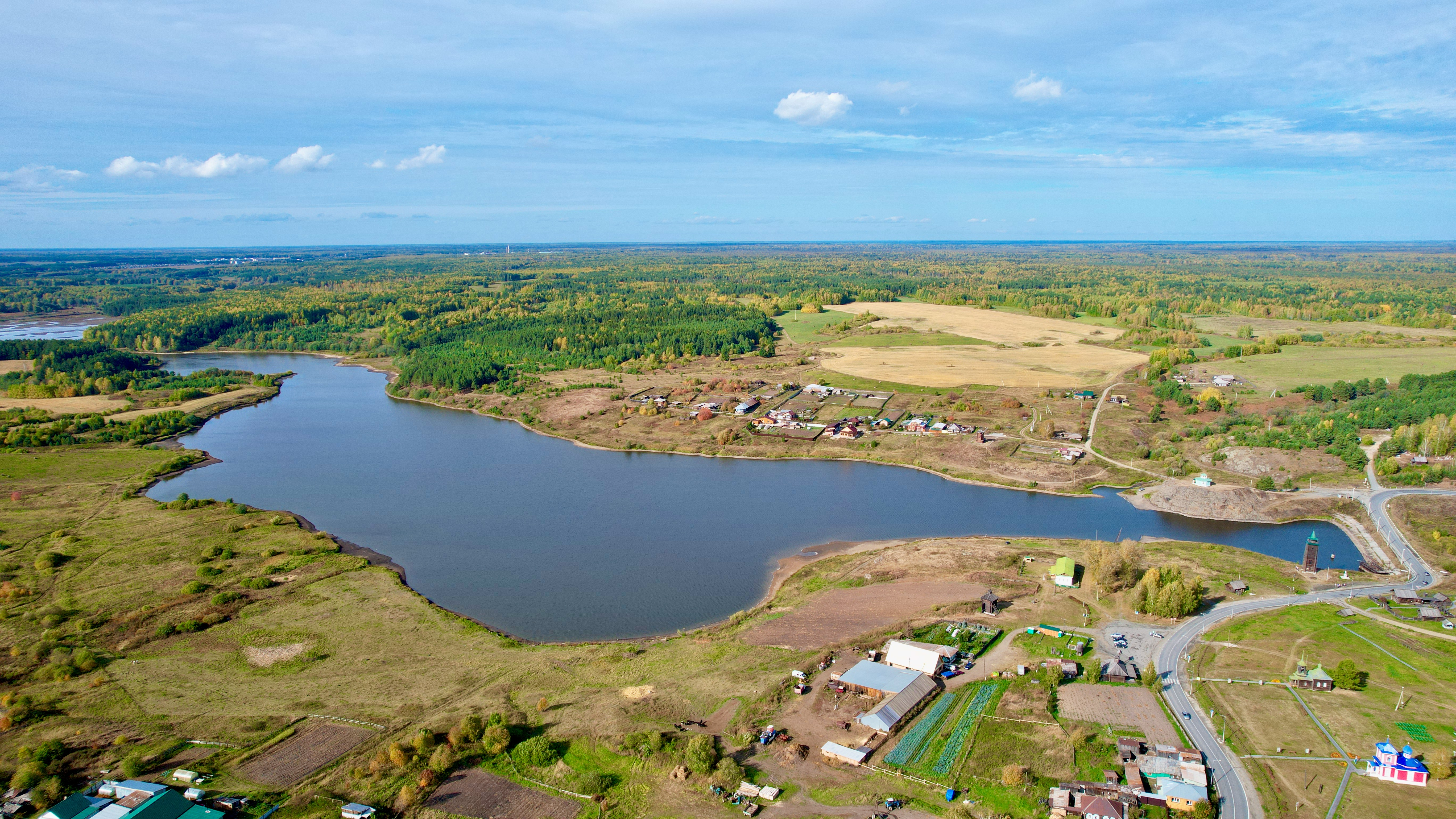
Нижнесинячихинский пруд
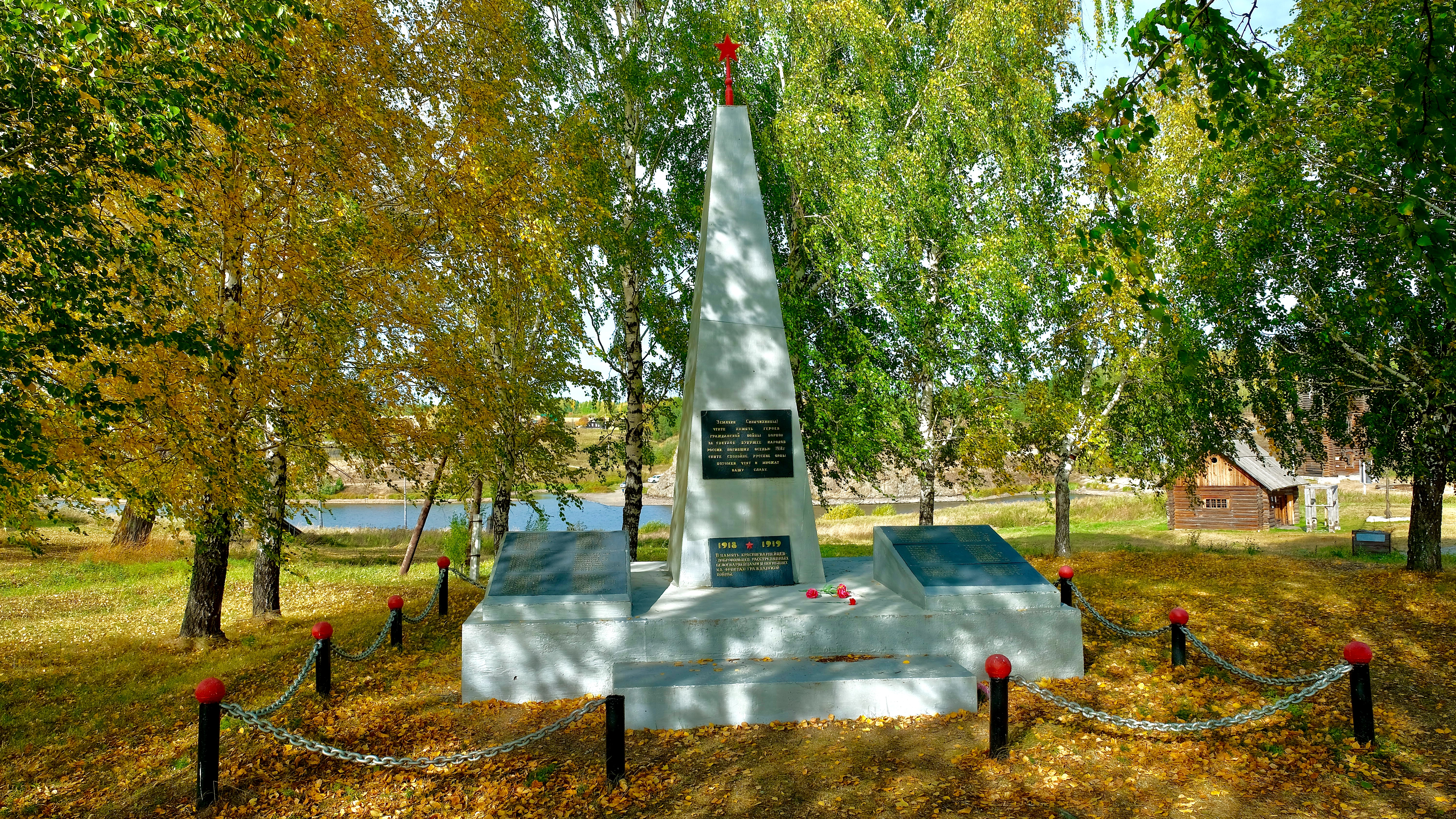
Памятник жертвам революции